# Juan Tama de la Estrella
Juan Tama de la Estrella fue un líder indígena del pueblo nasa, cacique de Vitoncó entre 1682 y 1718, lideró el proceso para que la corona española reconociera legalmente los territorios indígenas.

## Resguardos
En 1700, la Real Audiencia de Quito otorgó los títulos de los reguardos a cinco poblaciones nasa: Jambaló, Vitoncó, San Lorenzo de Caldono, Quichaya y Pitayó, reconoció la autoridad de sus respectivos caciques y nombró a Tama como cacique principal, todo esto, utilizando argumentos basados en la ley colonial y en documentos escritos.
Tama orientó a las comunidades sobre la necesidad de defender sus territorios reconocidos frente a invasores de los mismos:

Tanto a este particular como con las tierras que he dado en posesión, las defenderán con los documentos que en defensa de dichas tierras se les otorga; pelearán hasta quitarlas en limpio.
Carta de Juan Tama a Zumbicó, 1702

## Personaje legendario
El gran esfuerzo político y jurídico realizado por Juan Tama en favor de la unidad y conservación del territorio del pueblo nasa, en medio de la opresión que la envolvía, hizo que la tradición lo haya convertido en hijo de la estrella y protector de su pueblo, como todavía se le recuerda. Alrededor de este líder histórico se tejieron numerosas leyendas las cuales conservan una estructura fundamental, aunque con versiones que varían en cada comunidad. 
Los relatos siempre afirman que nació en las aguas de una quebrada, en la cual fue encontrado en el agua por los médicos tradicionales el hijo de la estrella y el trueno (Kpi’sx), pero cada comunidad identifica una quebrada o un río de su propio territorio como el lugar de su nacimiento: según la versión de Mosoco nació en Path yu (quebrada de Pátalo); en Vitoncó indican el río Lucero, el cual nace desde la cordillera del Páramo de Moras; en Pitayó se argumenta que Juan Tama nació en una quebrada denominada sxîkwet yu' (el agua que pasa por una piedra); el pueblo de San Lorenzo de Caldono hace lo propio, al igual que Jambaló y Quichaya. Los the Wala (médicos tradicionales) tuvieron que reunirse para para lograr sacarlo de la corriente y lo entregaron a mujeres muy jóvenes para ser amamantado. Las muchachas que asumían esa labor morían, era la época de guerra contra los españoles.
Según la versión de Mosoco, cuando sacaron al bebé de la quebrada estaba envuelto en "chumbes" o fajas de hilo de colores y su piel estaba cubierta de escamas y tenía un libro con los límites del territorio indígena y sus leyes. Otras versiones indican que nació solamente la cabeza en forma de calabaza y a medida que se alimentaba creció el resto del cuerpo.
Antes de culminar parcialmente su misión, dejó varias enseñanzas para su pueblo siete normas para la permanencia cultural, como la de defender el territorio o la de casarse solo con mujeres de la comunidad y después de enseñar rituales y enseñanzas médicas fue a la laguna de origen, en el páramo de Moras, junto con su compañera. Todavía muchas de estas enseñanzas se aplican. Antes de partir dejó la promesa de su regreso “Yo me iré a vivir a una laguna, Yo no muero jamás”.
El ritual, del refrescamiento de varas o de bastones (kambo finsee) es realizado cada año en la laguna de Juan Tama. La comunidad al lavar estas varas las refresca, sacándoles el exceso de “calor” producido por las contradicciones sociales y la defensa del territorio y por los conflictos internos. La comunidad se “limpia” a sí misma, evitando la que las diferencias internas rompan la armonía y la unidad nasa. La laguna Juan Tama está ubicada en el resguardo indígena de Mosoco, municipio de Páez.

## Llibán
Los relatos sobre Juan Tama muestran una gran semejanza con los más antiguos relatos sobre Llibán o Dxi'p A', héroe de las luchas precolombinas. Según las versiones, convocados por una cacica varios médicos tradicionales con sombreros de oro provocaron una creciente en una quebrada en cuya corriente bajaba el hijo del trueno, Llibán fue amamantado por muchachas de 13 a 14 años, cada una de las cuales después de 3 o 4 meses moría. Cuando creció fue médico y guerrero y tomando en la mano una serpiente que se convirtió en boleadora, derrotó a los pijaos. Después se fue a vivir para siempre en la laguna del oso (E'sxufy  ĩkh). Su compañero de lucha, Juan Chiracol o Sxî'hra'cu'le , hijo de un jaguar y una mujer nasa, dio las leyes tradicionales y ordenó no vender las tierras.

## Importancia para el pueblo Nasa
En el aspecto político, fue uno de los líderes que no propuso resistencia armada contra sus contendores (el hombre blanco). Él propuso el diálogo y la acción jurídica, con los que consiguió los títulos de los resguardos y la autonomía del los cacicazgos,  aunque, en ese ejercicio tuvo que aceptar el sometimiento al rey de España y a las autoridades coloniales y la injerencia los "curas doctrineros".
Aunque Juan Tama pudo libertar algunas tierras de los indígenas, la construcción de territorios y de pensamientos continuó, espacios de lucha que han sido mantenidos desde entonces por los mayores y por los médicos tradicionales, por la resistencia de las comunidades y la organización indígena, que se siente inspirada por la memoria de Juan Tama.

## La compañera de Juan Tama
La esposa de Juan Tama era la cacica de Wila, Mariana Mondiguagua, llamada Kwe Dxi' en los relatos, quien también se fue a vivir con él a la laguna.  